# Paullone

Grundstruktur der Paullone

Paullone sind eine zytostatische Stoffklasse mit einer Indolobenzazepinon-Grundstruktur. Viele Paullone sind selektive Kinaseinhibitoren, sie inhibieren Cyclin-abhängige Kinasen und die Glykogensynthase-Kinase 3. Sie werden in der biochemischen Grundlagenforschung verwendet und dienen als Leitstrukturen in der Arzneistoffentwicklung.

Strukturformel von Kenpaullon

## Geschichte
Paullone wurden erstmals 1992 als Strukturisomere von Verbindungen synthetisiert, die Krämpfen entgegenwirken. Bei einem Screening mit verschiedenen humanen Krebszelllinie des National Cancer Institute (NCI) wurde entdeckt, dass Kenpaullon (mit R=9-Br) antiproliferativ (die Gewebevermehrung hemmend) wirkt und Cyclin-abhängige Kinasen inhibiert. Im Jahr 1998 wurde, im Andenken an Dr. Ken Paull, der Medizinischer Chemiker am NCI war, die Substanzklasse mit diesen antiprofilerativen Eigenschaften Paullone  genannt. In einer Studie mit 28 Kinasen konnte gezeigt werden, dass Kenpaullon selektiv Cyclin-abhängige Kinasen, Glykogensynthase-Kinase 3 und Lck (Mitglied der Tyrosinkinase-Src-Familie) hemmt. Kenpaullon wurde als Leitstruktur zur Entwicklung optimierter Proteinkinaseinhibitoren eingesetzt. Dabei wurden mehr als 300 Paullone und Paullon-Derivate synthetisiert.

## Wirkmechanismus
Kenpaullon wirkt als Kinaseinhibitor, indem es den Phosphatgruppendonator ATP aus dessen Bindungstasche im Enzym verdrängt.  Die Selektivität wird durch Wechselwirkungen mit Bindungsstellen in unmittelbarer Nähe zur ATP-Bindungstasche der Kinase erreicht.

## Verwendung in der biochemischen Grundlagenforschung
Paullone werden in vielen Bereichen der biochemischen Grundlagenforschung verwendet. Bei Untersuchungen des Zellzyklus konnte z. B. gezeigt werden, dass Kenpaullon als Inhibitor der Glykogensynthase-Kinase 3 die Regulation der inneren Uhr beeinflussen kann. In der Diabetesforschung konnte gezeigt werden, dass Cazpaullon (ein 1-Azapaullon) bei Betazellen die Teilungsrate erhöhen und die Apoptoserate vermindern kann. In der Apoptoseforschung wurde festgestellt, dass im Gegensatz zu Betazellen Paullone Apoptose in bestimmten Krebszelllinien induzieren. Paullone werden zur Untersuchung neurodegenerativer Erkrankungen wie Alzheimer-Krankheit und Parkinson-Krankheit verwendet.  In Kombination mit bestimmten Transkriptionsfaktoren kann Kenpaullon zur Reprogrammierung von somatischen Zellen in induzierte pluripotente Stammzellen verwendet werden. Paullone wirken als Inhibitoren parasitärer Kinasen, z. B. von Leishmania-, Trypanosoma- und Plasmodium- Spezies. Es konnte gezeigt werden, dass neben Kinasen auch die  mitochondriale Malat-Dehydrogenase ein Target von Paullonen ist.